# Nationale Vergadering (Tsjaad)
De Nationale Vergadering (Frans: Assemblée nationale) is het eenkamerparlement van Tsjaad. De Nationale Vergadering telt 188 leden die voor een periode van vijf jaar worden gekozen. De laatste verkiezingen vonden evenwel plaats in 2011.
De Nationale Vergadering werd tijdens het presidentschap van Idriss Déby (1990–2021) gedomineerd door diens partij Mouvement patriotique du salut (MPS). Na de dood van Déby in 2021 werd het parlement ontbonden en vervangen door een militaire overgangsraad. In het najaar van 2021 zullen naar verwachting voor het eerst in tien jaar tijd weer parlementsverkiezingen worden gehouden in Tsjaad.

## Zetelverdeling

Zetelverdeling na de verkiezingen van 2011

## Verwijzing
1. ↑  Bij de verkiezingen van 2011 waren dat er nog 155, het zetelaantal is in de tussentijd uitgebreid naar 188